# Франклін Чанг-Діас
 Франклін Рамóн Чанг-Дíас (англ. Franklin Ramón Chang-Díaz; нар. 5 квітня 1950, Сан-Хосе, Коста-Рика) — американський інженер-механік, фізик, астронавт НАСА, який здійснив сім космічних польотів. Третій астронавт латиноамериканського походження.

## Освіта
Франклін Чанг-Діас народився в столиці Коста-Рики. Він є онуком китайського іммігранта, сім'я якого носила одну з найпоширеніших китайських прізвищ Чжан. У листопаді 1967 р. Франклін закінчив коледж Де Ла Сальє в Сан-Хосе, а після переїзду в США — середню школу в Гартфорді (Коннектикут) в 1969 році.
Подальше освіту здобував у Університеті Коннектикуту, де отримав ступінь бакалавра наук із механіки (1973). Паралельно з навчанням працював лаборантом на кафедрі фізики, беручи участь у виконанні експериментів по зіткненню атомів високих енергій.
Під час роботи над докторською дисертацією в Массачусетському технологічному інституті працював з тем, пов'язаних з керованим синтезом і проводив дослідження з конструювання та експлуатації термоядерних реакторів. У вересні 1977 роки захистив докторську дисертацію в галузі прикладної фізики плазми. З того ж року став працювати в Лабораторії ім. Чарлза Старка Дрейпера в Кембриджi, де займався розробкою систем управління для перспективних термоядерних реакторів і експериментальних установок з утриманням плазми. У 1979 році розробив нову концепцію введення паливних елементів в термоядерних установках з інерціальним утриманням плазми.

## Робота в НАСА
У травні 1980 р. Франклін Чанг-Діас був зарахований до загону астронавтів НАСА у складі 9-го набору як фахівець польоту. З липня 1980 р. по серпень 1981 р. проходив загальнокосмічну підготовку. Отримавши сертифікат фахівця, був призначений у відділ астронавтів НАСА. Займався перевіркою льотного програмного забезпечення в лабораторії електронного устаткування шатла.
У 1982—1983 роках був членом екіпажу підтримки та оператором зв'язку (CAPCOM) під час польоту STS-9. З жовтня 1983 р. по грудень 1993 р. виконував дослідження з перспективним плазмовим ракетам в «Центрі Плазми Массачусетського Технологічного інституту» (англ. MIT Plasma Fusion Center).
З жовтня 1984 по серпень 1985 року був керівником групи підтримки астронавтів у Космічному центрі Кеннеді у Флориді.
У січні 1989 року Ф. Чанг-Діас був призначений на пост керівника групи наукового забезпечення астронавтів. З грудня 1993 року і по теперішній час є директором «Лабораторії Перспективних Силових Установок» (англ. Advanced Space Propulsion Laboratory) в Космічному центрі Джонсона.

### 1.«Колумбія» STS-61-C
Свій перший політ Франклін Чанг-Діас здійснив 12—18 січня 1986 р. на космічному човнику «Колумбія» (STS-61-C). Цей старт шатла виявився останнім перед тривалою паузою, що виникла у зв'язку з катастрофою «Челленджера» всього лише через півмісяця. Головним завданням місії було виведення на орбіту супутника «Сатком» (англ. Satcom-K1).
Спеціаліст польоту Ф. Чанг-Діас провів у польоті 6 днів 2 години 3 хвилини 51 секунду.

### 2.«Атлантіс» STS-34
Другий політ Ф. Чанг-Діас скоїв 18—23 жовтня 1989 р. на шатлі «Атлантіс» STS-34. Головним завданням місії було виведення на орбіту міжпланетного зонда «Галілео», створеного для дослідження Юпітера і його супутників.
Чанг-Діас провів у польоті 4 доби 23 години 39 хвилин 20 секунд.

### 3.«Атлантіс» STS-46
Третій політ Ф. Чанг-Діас скоїв 31 липня — 8 серпня 1992 р. на шатлі «Атлантіс» STS-46. Основними завданнями, поставленими перед екіпажем з 5 осіб, були виведення на орбіту супутника «EURECA» (англ. European Retrievable Carrier) та випробування американо-італійської системи прив'язного супутника «Прив'язаний супутникова система TSS-1» (англ. Tethered Satellite System). Остання задача була виконана лише частково: через те що трос застряг при розмотуванні, супутник віддалився від корабля лише на 260 м замість запланованих 20 км.
Тривалість польоту склала 7 діб 23 години 15 хвилин 3 секунди.

### 4.«Дискавері» STS-60
Четвертий політ STS-60 проходив 3—11 лютого 1994 р. Це був перший політ за програмою «Мир — Шатл», і вперше до складу екіпажу входив космонавт з Росії Сергій Крикальов. Він проходив автономно, без стикування з орбітальною станцією, а головними завданнями місії є проведення експериментів на платформі «Wake Shield Facility» (з вирощування тонких плівок напівпровідників в умовах високоякісного вакууму), а також в орбітальному модулі «Спейсхеб».
Тривалість польоту склала 8 діб 7 годин 9 хвилин 22 секунди.

### 5.«Колумбія» STS-75
П'ятий політ Ф. Чанг-Діаса (STS-75) відбувся 22 лютого — 9 березня 1996. У ході цієї місії американо-швейцарсько-італійський екіпаж «Колумбії» повторив невдалий 4 роками раніше експеримент з прив'язним супутником «TSS-1R». Цього разу супутник на тросі вдалося відпустити більш ніж на 19 км, проте потім він зламався і був залишений на орбіті. Серед інших завдань польоту були експерітменти за програмою «USMP-3» (англ. United States Microgravity Payload) та ін. У цьому екіпажі Чанг-Діас був керівником робіт з корисним навантаженням.
Тривалість польоту склала 15 діб 17 годин 40 хвилин 22 секунди.
У 1996—1997 роках обіймав посаду керівника відділення оперативного планування відділу астронавтів НАСА.

### 6.«Дискавері» STS-91
Шостий політ Франкліна Чанг-Діаса (STS-75), в якому він знову брав участь як керівник робіт з корисним навантаженням, проходив 2—12 червня 1998 р. Ця місія шатла стала останньою експедицією до орбітальної станції «Мир» згідно зі спільною програмою «Мир — Шатл». Крім проведення дев'ятої та останньої стикування шатла з російським орбітальним комплексом, програма польоту STS-91 передбачала доставку і повернення вантажів, виконання різних експериментів. У ході польоту Чанг-Діас вперше опинився на борту орбітальної космічної станції «Мир». Серед членів екіпажу знаходився також російський космонавт Валерій Рюмін.
Тривалість польоту склала 9 діб 19 годин 53 хвилини 53 секунд.

### 7.«Індевор» STS-111
Сьомий, і поки заключний у біографії Франкліна Чанг-Діаса політ у космос (STS-111) відбувся 5—19 червня 2002 р. Основним завданням була доставка на Міжнародну космічну станцію (МКС) 5-ї основної експедиції, частина «UF2» багатоцільового модуля постачання «MPLM»-«Леонардо», мобільної системи обслуговування «MBS», наукової апаратури і вантажів. Цього разу Чанг-Діас вперше побував на МКС. З її борту він здійснив спільно з французьким астронавтом Філіпом Перреном три виходи у відкритий космос тривалістю 7 год 14 хв, 5 год 00 хв, 7 год 17 хв.
Тривалість польоту склала 13 діб 20 годин 34 хвилини 52 секунди.
Здійснивши політ у 2002 році, Франклін Чанг-Діас став другою людиною, що побувала на навколоземній орбіті 7 разів. Двома місяцями раніше це досягнення був встановлено Джеррі Россом і з тих пір ніким поки не перевершено. Загальний наліт Чанг-Діаса на космічних кораблях становить 66 діб 18 годин 16 хвилин 40 секунд.
Одночасно з діяльністю, пов'язаною з пілотованими польотами, в 1993—2005 рр. Ф. Чанг-Діас був директором «лабораторії перспективних силових установок» (англ. Advanced Space Propulsion Laboratory) в Космічному центрі Джонсона. Звільнився з НАСА в липні 2005 року.

## Післяполітна діяльність
Після звільнення з НАСА Франклін Чанг-Діас заснував приватну компанію «Ракетна компанія Ад-Астра» (англ. Ad Astra Rocket Company), яка стала займатися розробкою технологій плазмових ракет. У результаті багаторічних досліджень і розробок був побудований електромагнітний прискорювач із змінним питомим імпульсом («VASIMR»), призначений для реактивного прискорення космічного апарата. Завдяки цій системі ракета здатна досягати таких високих швидкостей, що, теоретично, може доставити пілотований корабель на Марс за 39 днів. В даний час Чанг-Діас-головний виконавчий директор компанії. У 2006 році була організована її філія в Коста-Риці.

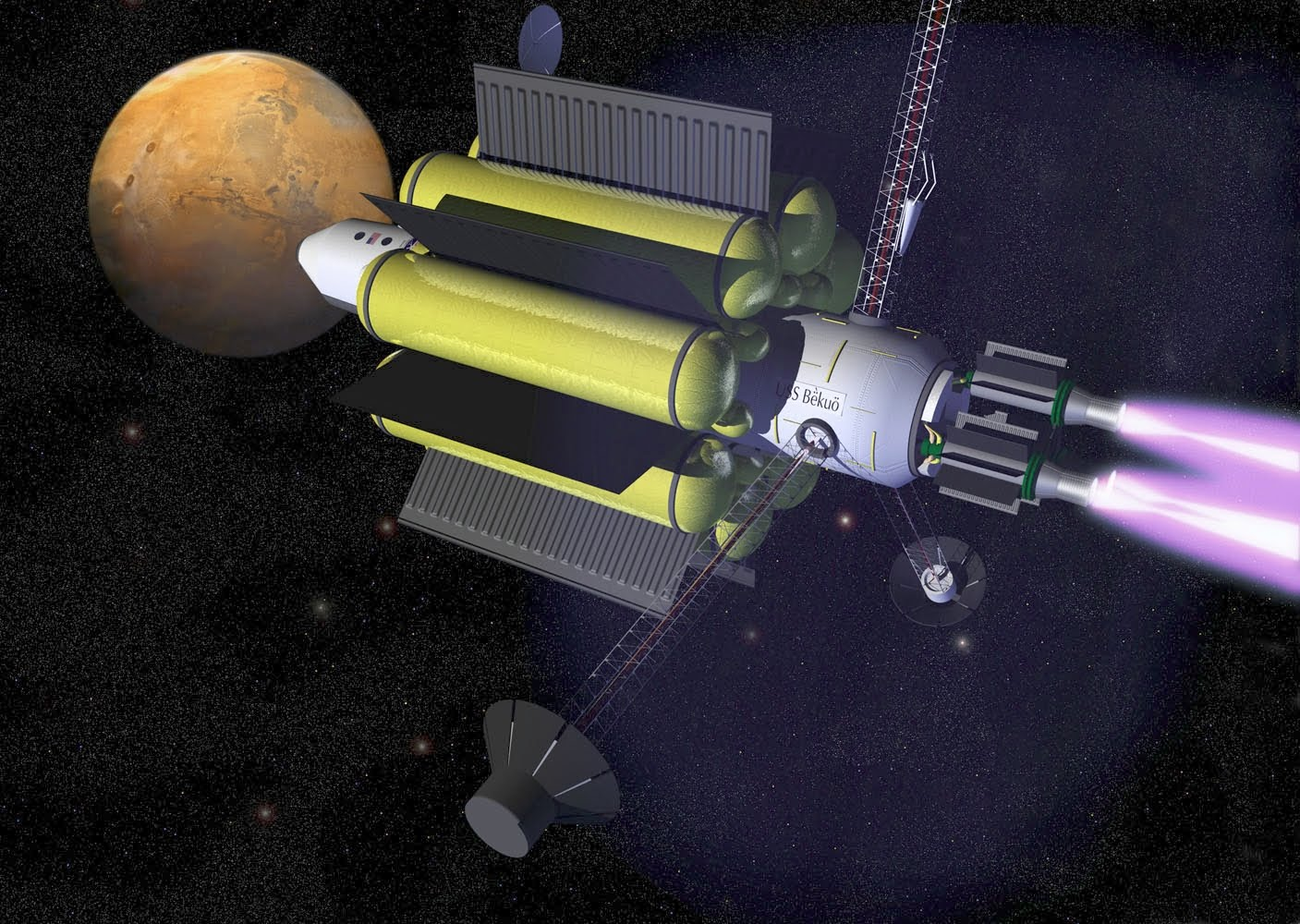
Космічний корабель «VASIMR»

В 2005 р. знявся камео у фільмі «Далека синя височінь».

## Нагороди
- Три медалі НАСА «За виняткові заслуги»
- Дві медалі НАСА «За видатну службу»
- Сім медалей «За космічний політ»
- Нагороджений також безліччю нагород в Коста-Риці, оголошений почесним громадянином Законодавчої асамблеї Коста-Рики. Його ім'я присвоєно, серед інших установ, Коста-риканському національному вищому технологічному центру.

## Сім'я
Одружений, має чотирьох дітей (дві доньки від першого шлюбу і дві доньки від другого з Пеггі Маргеріт Донкастер). Одна з доньок, Соня Чанг-Діас, є членом сенату штату Массачусетс.